# ECW World Heavyweight Championship
L'ECW World Heavyweight Championship è stato un titolo mondiale di wrestling promosso dalla della Extreme Championship Wrestling e successivamente della World Wrestling Entertainment.
Il titolo nacque nel 1992 con il nome di ECW-NWA Heavyweight Championship ed era difeso nella Eastern Championship Wrestling, primo nome della successiva Extreme Championship Wrestling, una delle tante federazioni presenti nel circuito della National Wrestling Alliance. Il titolo fu disattivato una prima volta nel 2001, quando la ECW cessò le attività, prima di essere riattivato dalla WWE, che lo introdusse come titolo principale del suo terzo brand, ECW, e lo mantenne fino al 2010.

## Storia

### ECW

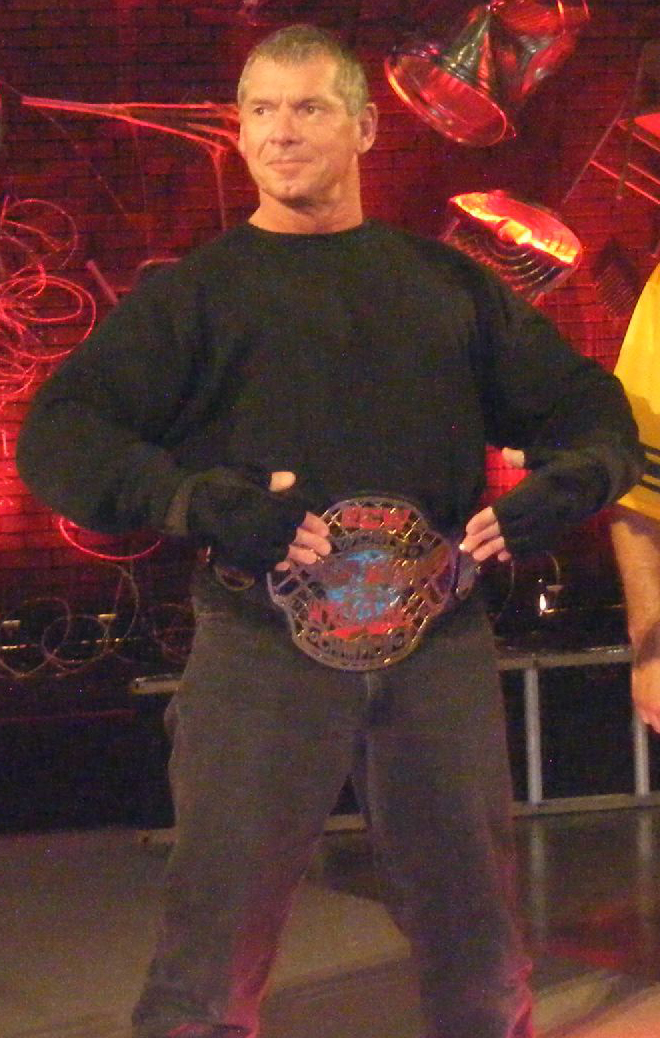
Mr. McMahon la quarta versione del titolo (2006–2008)

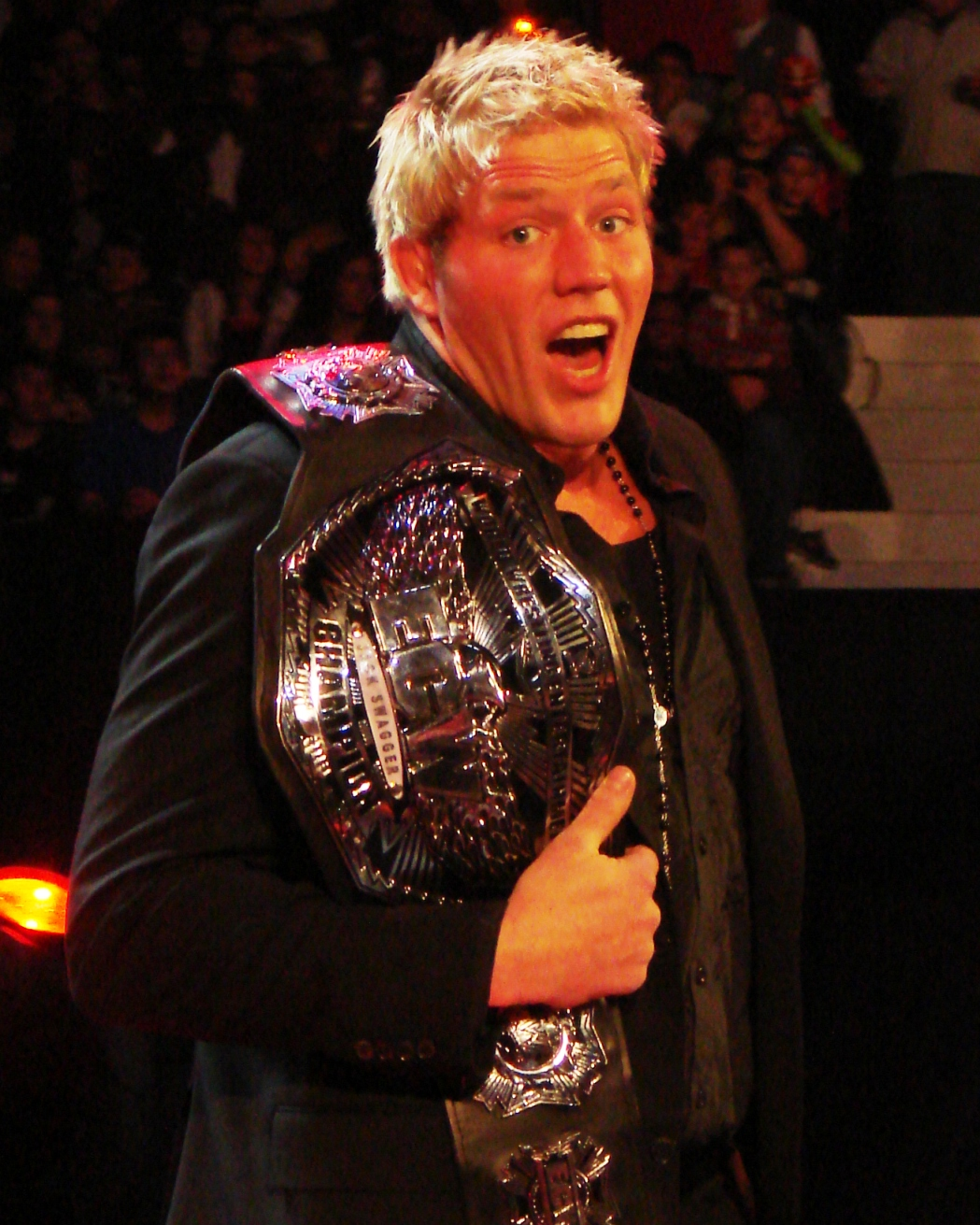
Jack Swagger con la quinta e ultima versione del titolo (2008–2010)

Il titolo fu introdotto quando la federazione svolgeva eventi sotto il nome di Eastern Championship Wrestling ed era parte della National Wrestling Alliance; il campione inaugurale fu Jimmy Snuka, che lo vinse il 25 aprile 1992; questa prima versione del titolo riporta il nome di NWA-ECW Heavyweight Championship.
Nel 1994 l'allora detentore del titolo Shane Douglas partecipò ad un torneo per riassegnare il NWA World Heavyweight Championship vacante, vincendolo sconfiggendo 2 Cold Scorpio in finale il 27 agosto. Una volta vinto il titolo, però, Douglas lo rese immediatamente vacante, proclamandosi detentore dell'ECW World Heavyweight Championship. La ECW abbandonò quindi la NWA, cambiando il suo nome in Extreme Championship Wrestling e riconoscendo Douglas come suo campione mondiale.
Il titolo rimase attivo fino all'11 aprile 2001, quando la ECW cessò le attività; successivamente i diritti sul nome e sui titoli furono acquisiti dalla WWE.

### WWE
Nel corso del 2005 la WWE iniziò a reintrodurre la ECW, attraverso diversi contenuti dalla sua libreria video e con la pubblicazione di alcuni prodotti a tema. La crescita di interesse da parte del pubblico verso il prodotto ECW spinse la WWE a organizzare il 12 giugno ECW One Night Stand 2005, una reunion che comprendeva molti membri della ECW di allora. Il successo fu tale che l'anno successivo l'evento fu riproposto: l'11 giugno 2006 si tenne ECW One Night Stand 2006, che fece da trampolino di lancio per l'annuncio della creazione del terzo roster, rinominato appunto ECW, in aggiunta ai già esistenti Raw e SmackDown. 
Il 13 giugno 2006 Paul Heyman, precedentemente proprietario della ECW e nuovo volto di riferimento del brand ECW, riattivò l'ECW World Heavyweight Championship come titolo mondiale esclusivo del roster e incoronò campione Rob Van Dam, che nell'evento di due giorni prima aveva sconfitto John Cena vincendo il WWE Championship. Inizialmente Heyman annunciò il titolo come un semplice cambio di nome del titolo WWE, ma successivamente Vam Dam dichiarò che avrebbe mantenuto attivi i due titoli simultaneamente. Il titolo fu così noto come ECW World Championship, cambiando nome in ECW Championship nel luglio 2007.
Nella puntata della ECW del 23 febbraio 2010 Vince McMahon annunciò pubblicamente che ECW avrebbe lasciato il posto a un nuovo programma chiamato NXT dedicato alla vita dentro e fuori dal ring degli atleti provenienti dalla Florida Championship Wrestling, l'allora territorio di sviluppo della WWE.
Tutti gli atleti della ECW vennero quindi smistati a Raw e SmackDown mentre l'ECW Championship venne ritirato subito dopo la vittoria di Ezekiel Jackson su Christian, risultando di fatto l'ultimo campione.

### Cintura
Dopo la rinascita della ECW il titolo è stato modificato con un design simile a quello utilizzato nella originale ECW nel 2001, il quale aveva una base di pelle nera con un motivo a pelle di serpente, bottoni per avvolgerla alla vita del campione e cinque parti d'oro. La parte centrale rappresentava il pianeta terra contornato da mazze da baseball avvolte in filo spinato. Il logo ECW era in viola e le parole «World Heavyweight Wrestling Champion» insieme a «Heavyweight Wrestling» in rosso, il quale dava un aspetto che ricordava molto il sanguinamento, che era il tema principale della federazione. Inoltre la parte centrale presentava uno sfondo simile a una gabbia d'acciaio. Le altre quattro parti in oro erano più piccole e avevano un design simile a quello del piatto centrale. La nuova cintura invece aveva una base completamente nera, filo spinato e chiodi, logo ECW rosso e gabbia d'acciaio in nero.
Il 22 luglio 2008 il direttore generale Theodore Long introdusse la cintura composta da diciassette libbre di platino per il titolo ECW. Essa aveva una larga base di pelle con cinque parti di platino. Il piatto centrale aveva l'aspetto di una fenice sopra il globo terrestre, avente le ali aperte al centro, le quali emettevano raggi e luce. Nella parte alta del piatto il logo WWE e le parole «World Wrestling Entertainment» avevano il predominio sulla nuova cintura mentre le lettere «ECW» si trovavano sulla fenice. Per la prima volta era presente una targhetta per il nome, sotto la quale è presente la parola «Champion». L'intera cintura era contornata da un tema formato da croci da motociclista.

## Nomi
| Nome                               | Anno                                         |
| ---------------------------------- | -------------------------------------------- |
| ECW Heavyweight Championship       | 25 aprile 1992–9 settembre 1993              |
| NWA-ECW Heavyweight Championship   | 9 settembre 1993–26 marzo 1994               |
| ECW World Heavyweight Championship | 26 marzo 1994–11 aprile 2001, 13 giugno 2006 |
| ECW World Championship             | 13 giugno 2006–3 giugno 2007                 |
| ECW Championship                   | Agosto 2007–16 febbraio 2010                 |

## Albo d'oro
| Legenda  |                                                                               |
| -------- | ----------------------------------------------------------------------------- |
| #        | Indica il numero del regno titolato                                           |
| Regno    | Viene indicato il numero del regno del campione                               |
| Data     | La data in cui il titolo è stato vinto                                        |
| Località | Indica il luogo in cui il titolo è stato vinto                                |
| Note     | Indica notizie particolari riguardanti i cambi di titolo o altre informazioni |

| #                                                                  | Campione        | Regno | Data              | Giorni | Località                   | Evento                        | Note | Fonti  |
| ------------------------------------------------------------------ | --------------- | ----- | ----------------- | ------ | -------------------------- | ----------------------------- | --- | ------ |
| National Wrestling Alliance/Eastern/Extreme Championship Wrestling |                 |       |                   |        |                            |                               | |        |
| 1                                                                  | Jimmy Snuka     | 1     | 25 aprile 1992    | 1      | Mount Tabor, Pennsylvania  | Live event                    | Snuka sconfisse Salvatore Bellomo nella finale di un torneo per l'assegnazione del titolo. I regni dell'ECW Heavyweight Championship non sono riconosciuti dalla WWE. |        |
| 2                                                                  | Johnny Hotbody  | 1     | 26 aprile 1992    | 79     | Filadelfia, Pennsylvania   | Live event                    | | [ 3 ]  |
| 3                                                                  | Jimmy Snuka     | 2     | 14 luglio 1992    | 78     | Filadelfia, Pennsylvania   | Live event                    | | [ 4 ]  |
| 4                                                                  | Don Muraco      | 1     | 20 settembre 1992 | 47     | Filadelfia, Pennsylvania   | Live event                    | | [ 5 ]  |
| 5                                                                  | The Sandman     | 1     | 16 novembre 1992  | 138    | Filadelfia, Pennsylvania   | Live event                    | Il regno non è riconosciuto dalla WWE, che però lo include implicitamente annunciando Sandman come un 5 volte campione. | [ 6 ]  |
| 6                                                                  | Don Muraco      | 2     | 3 aprile 1993     | 127    | Radnor, Pennsylvania       | Live event                    | |        |
| 7                                                                  | Tito Santana    | 1     | 8 agosto 1993     | 32     | Filadelfia, Pennsylvania   | Live event                    | | [ 7 ]  |
| 8                                                                  | Shane Douglas   | 1     | 9 settembre 1993  | 23     | Roanoke, Virginia          | Live event                    | Santana cedette il titolo a Douglas. La ECW entrò a far parte dell'NWA nove giorni dopo e il titolo venne rinominato NWA-ECW Heavyweight Championship. |        |
| 9                                                                  | Sabu            | 1     | 2 ottobre 1993    | 85     | Filadelfia, Pennsylvania   | NWA Bloodfest                 | In onda il 2 novembre 1993 su Hardcore TV. | [ 8 ]  |
| 10                                                                 | Terry Funk      | 1     | 26 dicembre 1993  | 90     | Filadelfia, Pennsylvania   | Holiday Hell 1993             | In onda il 28 dicembre 1993 su Hardcore TV. | [ 9 ]  |
| 11                                                                 | Shane Douglas   | 2     | 26 marzo 1994     | 385    | Devon, Pennsylvania        | Ultimate Jeopardy             | In un Ultimate Jeopardy match che includeva anche Mr. Hughes, Rocco Rock, Johnny Grunge, Road Warrior Hawk, Kevin Sullivan e The Tazmaniac. Il 27 agosto 1994 il titolo venne rinominato ECW World Heavyweight Championship dopo che Douglas rinunciò all'NWA World Heavyweight Championship. Qualche giorno dopo la ECW abbandonò la NWA e venne rinominata Extreme Championship Wrestling. La WWE considera questo regno come se fosse il primo del titolo. |        |
| Extreme Championship Wrestling                                     |                 |       |                   |        |                            |                               | |        |
| 12                                                                 | The Sandman     | 2     | 15 aprile 1995    | 196    | Filadelfia, Pennsylvania   | Hostile City Showdown         | In onda il 18 aprile 1995 su Hardcore TV. | [ 10 ] |
| 13                                                                 | Mikey Whipwreck | 1     | 28 ottobre 1995   | 42     | Filadelfia, Pennsylvania   | Live event                    | In un Ladder match. In onda il 31 ottobre 1995 su Hardcore TV. | [ 11 ] |
| 14                                                                 | The Sandman     | 3     | 9 dicembre 1995   | 49     | Filadelfia, Pennsylvania   | December to Dismember         | In un Triple Way Dance match che includeva anche Steve Austin. In onda il 12 dicembre 1995 su Hardcore TV. | [ 12 ] |
| 15                                                                 | Raven           | 1     | 27 gennaio 1996   | 252    | Filadelfia, Pennsylvania   | Live event                    | | [ 13 ] |
| 16                                                                 | The Sandman     | 4     | 5 ottobre 1996    | 63     | Filadelfia, Pennsylvania   | Ultimate Jeopardy             | The Sandman sconfisse Stevie Richards in un tag team match assieme a Tommy Dreamer contro Richards e Brian Lee poiché Raven non presenziò all'evento. | [ 14 ] |
| 17                                                                 | Raven           | 2     | 7 dicembre 1996   | 127    | Filadelfia, Pennsylvania   | Holiday Hell                  | In un Barbed Wire match. | [ 15 ] |
| 18                                                                 | Terry Funk      | 2     | 13 aprile 1997    | 118    | Filadelfia, Pennsylvania   | Barely Legal                  | | [ 16 ] |
| 19                                                                 | Sabu            | 2     | 9 agosto 1997     | 8      | Filadelfia, Pennsylvania   | Born to Be Wired              | In un Barbed Wire match. | [ 17 ] |
| 20                                                                 | Shane Douglas   | 3     | 17 agosto 1997    | 60     | Fort Lauderdale, Florida   | Hardcore Heaven               | In un Triple Way Dance match che includeva anche Terry Funk. | [ 18 ] |
| 21                                                                 | Bam Bam Bigelow | 1     | 16 ottobre 1997   | 45     | New York City, New York    | Live event                    | | [ 19 ] |
| 22                                                                 | Shane Douglas   | 4     | 30 novembre 1997  | 406    | Monaca, Pennsylvania       | November to Remember          | | [ 20 ] |
| 23                                                                 | Taz             | 1     | 10 gennaio 1999   | 252    | Kissimmee, Florida         | Guilty as Charged             | |        |
| 24                                                                 | Mike Awesome    | 1     | 19 settembre 1999 | 89     | Villa Park, Illinois       | Anarchy Rulz                  | In un Three Way Dance match che includeva anche Masato Tanaka. |        |
| 25                                                                 | Masato Tanaka   | 1     | 17 dicembre 1999  | 6      | Nashville, Tennessee       | ECW on TNN                    | | [ 21 ] |
| 26                                                                 | Mike Awesome    | 2     | 23 dicembre 1999  | 112    | White Plains, New York     | ECW on TNN                    | | [ 22 ] |
| 27                                                                 | Taz             | 2     | 13 aprile 2000    | 9      | Indianapolis, Indiana      | ECW on TNN                    | Taz aveva firmato un contratto con la World Wrestling Federation poco dopo aver perso il titolo in favore di Mike Awesome il 19 settembre 1999. Tuttavia Awesome stipulò senza preavviso un contratto con la World Championship Wrestling nel 2000 mentre era ancora campione. Per questo motivo Paul Heyman chiese a Vince McMahon di prestare Tazz alla ECW per fargli disputare il match per il titolo.                                                    |        |
| 28                                                                 | Tommy Dreamer   | 1     | 22 aprile 2000    | <1     | Filadelfia, Pennsylvania   | CyberSlam                     | | [ 23 ] |
| 29                                                                 | Justin Credible | 1     | 22 aprile 2000    | 162    | Filadelfia, Pennsylvania   | CyberSlam                     | | [ 23 ] |
| 30                                                                 | Jerry Lynn      | 1     | 1º ottobre 2000   | 35     | Saint Paul, Minnesota      | Anarchy Rulz                  | |        |
| 31                                                                 | Steve Corino    | 1     | 5 novembre 2000   | 63     | Villa Park, Illinois       | November to Remember          | In un Double Jeopardy match che includeva anche Justin Credible e The Sandman. |        |
| 32                                                                 | The Sandman     | 5     | 7 gennaio 2001    | <1     | New York City, New York    | Guilty as Charged             | In un Tables, Ladders, Chairs and Canes match che comprendeva anche Justin Credible. |        |
| 33                                                                 | Rhyno           | 1     | 7 gennaio 2001    | 94     | New York City, New York    | Guilty as Charged             | |        |
| —                                                                  | Disattivato     | —     | 11 aprile 2001    | —      | —                          | —                             | Il titolo venne disattivato a seguito della chiusura della ECW il 4 aprile 2001. La World Wrestling Entertainment acquistò poi la ECW nel 2003. |        |
| World Wrestling Entertainment                                      |                 |       |                   |        |                            |                               | |        |
| 34                                                                 | Rob Van Dam     | 1     | 13 giugno 2006    | 21     | Trenton, New Jersey        | ECW                           | Il titolo venne riattivato dalla WWE per il roster della ECW. Van Dam venne premiato con il titolo dal General Manager Paul Heyman per aver vinto il WWE Championship contro John Cena a ECW One Night Stand. Il titolo venne rinominato ECW World Championship. | [ 24 ] |
| 35                                                                 | Big Show        | 1     | 4 luglio 2006     | 152    | Filadelfia, Pennsylvania   | ECW                           | In un Extreme Rules match. | [ 25 ] |
| 36                                                                 | Bobby Lashley   | 1     | 3 dicembre 2006   | 147    | Augusta, Georgia           | December to Dismember         | In un Extreme Elimination Chamber match che comprendeva anche CM Punk, Hardcore Holly, Rob Van Dam e Test. |        |
| 37                                                                 | Mr. McMahon     | 1     | 29 aprile 2007    | 35     | Atlanta, Georgia           | Backlash                      | In un 3-on-1 Handicap match dove Shane McMahon e Umaga erano in coppia con Mr. McMahon. Questi schienò Lashley per vincere il titolo. |        |
| 38                                                                 | Bobby Lashley   | 2     | 3 giugno 2007     | 8      | Jacksonville, Florida      | One Night Stand               | In uno Street Fight. |        |
| —                                                                  | Vacante         | —     | 11 giugno 2007    | —      | Wilkes-Barre, Pennsylvania | Raw                           | Reso vacante dopo che Lashley passò al roster di Raw. | [ 26 ] |
| 39                                                                 | Johnny Nitro    | 1     | 24 giugno 2007    | 69     | Houston, Texas             | Vengeance: Night of Champions | Nitro sostituì Chris Benoit nella finale del torneo per la riassegnazione del titolo dove sconfisse CM Punk. Nella puntata della ECW del 17 luglio 2007, Johnny Nitro cambiò nome in John Morrison. Durante questo regno, dall'agosto del 2007, il titolo venne rinominato ECW Championship. |        |
| 40                                                                 | CM Punk         | 1     | 1º settembre 2007 | 143    | Cincinnati, Ohio           | ECW                           | In un Last Chance match. In onda il 4 settembre 2007. | [ 27 ] |
| 41                                                                 | Chavo Guerrero  | 1     | 22 gennaio 2008   | 68     | Charlottesville, Virginia  | ECW                           | In un No Disqualification match. Poiché Guerrero era un membro del roster di SmackDown!, il titolo venne condiviso con tale roster. | [ 28 ] |
| 42                                                                 | Kane            | 1     | 30 marzo 2008     | 91     | Orlando, Florida           | WrestleMania XXIV             | Il titolo divenne un'esclusiva di SmackDown!, essendo Kane un membro di tale roster. Il titolo tornò ad essere un'esclusiva del roster ECW due giorni dopo, quando Kane passò a tale roster. Con il Draft del 23 giugno 2008 il titolo divenne un'esclusiva di Raw. |        |
| 43                                                                 | Mark Henry      | 1     | 29 giugno 2008    | 70     | Dallas, Texas              | Night of Champions            | In un Triple Threat Hardcore match che comprendeva anche Big Show. Il titolo tornò ad essere un'esclusiva del roster ECW. |        |
| 44                                                                 | Matt Hardy      | 1     | 7 settembre 2008  | 127    | Cleveland, Ohio            | Unforgiven                    | In uno Scramble match che comprendeva anche Chavo Guerrero, Finlay e The Miz. |        |
| 45                                                                 | Jack Swagger    | 1     | 12 gennaio 2009   | 104    | Sioux City, Iowa           | ECW                           | In onda il 13 gennaio 2009. |        |
| 46                                                                 | Christian       | 1     | 26 aprile 2009    | 42     | Providence, Rhode Island   | Backlash                      | |        |
| 47                                                                 | Tommy Dreamer   | 2     | 7 giugno 2009     | 49     | New Orleans, Louisiana     | Extreme Rules                 | In un Triple Threat Hardcore match che comprendeva anche Jack Swagger. |        |
| 48                                                                 | Christian       | 2     | 26 luglio 2009    | 205    | Filadelfia, Pennsylvania   | Night of Champions            | |        |
| 49                                                                 | Ezekiel Jackson | 1     | 16 febbraio 2010  | <1     | Kansas City, Missouri      | ECW                           | In un Extreme Rules match. |        |
| —                                                                  | Ritirato        | —     | 16 febbraio 2010  | —      | Kansas City, Missouri      | ECW                           | Il titolo venne ritirato a seguito della chiusura del brand. |        |